# Титов, Леонид Петрович
Леонид Петрович Титов (бел. Леанід Пятровіч Цітоў; 3 октября 1946, Михайловичи, Могилёвская область — 10 января 2025) — советский и белорусский учёный в области медицинской микробиологии и иммунологии, доктор медицинских наук (1991), профессор (1993), лауреат Государственной премии Республики Беларусь в области науки и техники (2002), действительный член Национальной академии наук Беларуси (2021), иностранный член Российской академии медицинских наук (2004).

## Биография
Родился 3 октября 1946 года в д. Михайловичи Горецкого района Могилёвской области (Беларусь).
Окончил Маслоковскую среднюю школу того же района (с золотой медалью) и Пинский технологический техникум (1965). В 1965—1968 годах служил в армии.
Окончил Минский государственный медицинский институт (1975, с отличием) и аспирантуру при кафедре микробиологии МГМИ (1978, с защитой диссертации «Изучение гуморальных факторов естественного иммунитета у больных первично хроническими инфекциями дыхательных путей», научный руководитель профессор А. П. Красильников).
Работал там же: ассистент, доцент, заведующий лабораторией, заведующий кафедрой.
В 1991 году защитил докторскую диссертацию «Физиологические и патологические закономерности функционирования системы комплемента».
С 1995 года — директор Белорусского научно-исследовательского института эпидемиологии и микробиологии. С 2009 года — заведующий лабораторией клинической и экспериментальной микробиологии РНПЦ эпидемиологии и микробиологии.
В 2000 году избран членом-корреспондентом Национальной академии наук Беларуси. За достижения в области медицинской иммунологии в том же году удостоен звания «Заслуженный деятель науки Республики Беларусь». В 2021 году избран действительным членом (академиком) Национальной академии наук Беларуси.
Научные исследования посвящены биологии и молекулярной генетике патогенных и условно-патогенных микроорганизмов, клеточно-молекулярным механизмам естественного противоопухолевого и противоинфекционного иммунитета, влиянию на иммунную систему ионизирующего излучения, разработке препаратов и методов диагностики и профилактики инфекционных и иммунопатологических состояний.
Подготовил 10 докторов и 39 кандидатов наук.
Опубликовал 3 монографии, более 700 научных статей, 20 методических рекомендаций, получил 30 патентов и авторских свидетельств на изобретения. Под его редакцией издано 35 сборников научных трудов.
В 2002 году за цикл научных работ «Новые технологии профилактической и экологической медицины» в составе авторского коллектива (В. И. Вотяков, Н. А. Скепьян, Л. П. Титов, С. В. Федорович) удостоен Государственной премии Республики Беларусь в области науки и техники.
Награждён медалью «За доблестный труд» (1971), почётной грамотой Верховного Совета Республики Беларусь (1996), орденом Почёта (2016), знаком «Отличник здравоохранения Республики Беларусь». В 2015 году объявлена благодарность Президента Республики Беларусь.
Умер 10 января 2025 года в возрасте 78 лет.
Сочинения
- Иммунология: терминолог. словарь / Л. П. Титов. — Минск : Беларуская навука, 2004. — 349, [2] с.; 21 см; ISBN 985-08-0623-0
- Иммунология: терминологический словарь / Л. П. Титов. — Москва : Мед. информ. агентство (МИА), 2008. — 509, [1] с.; 21 см; ISBN 5-89481-441-3
- Вирусология: терминологический словарь. — Минск, 2009.